# Adam Hanuszkiewicz

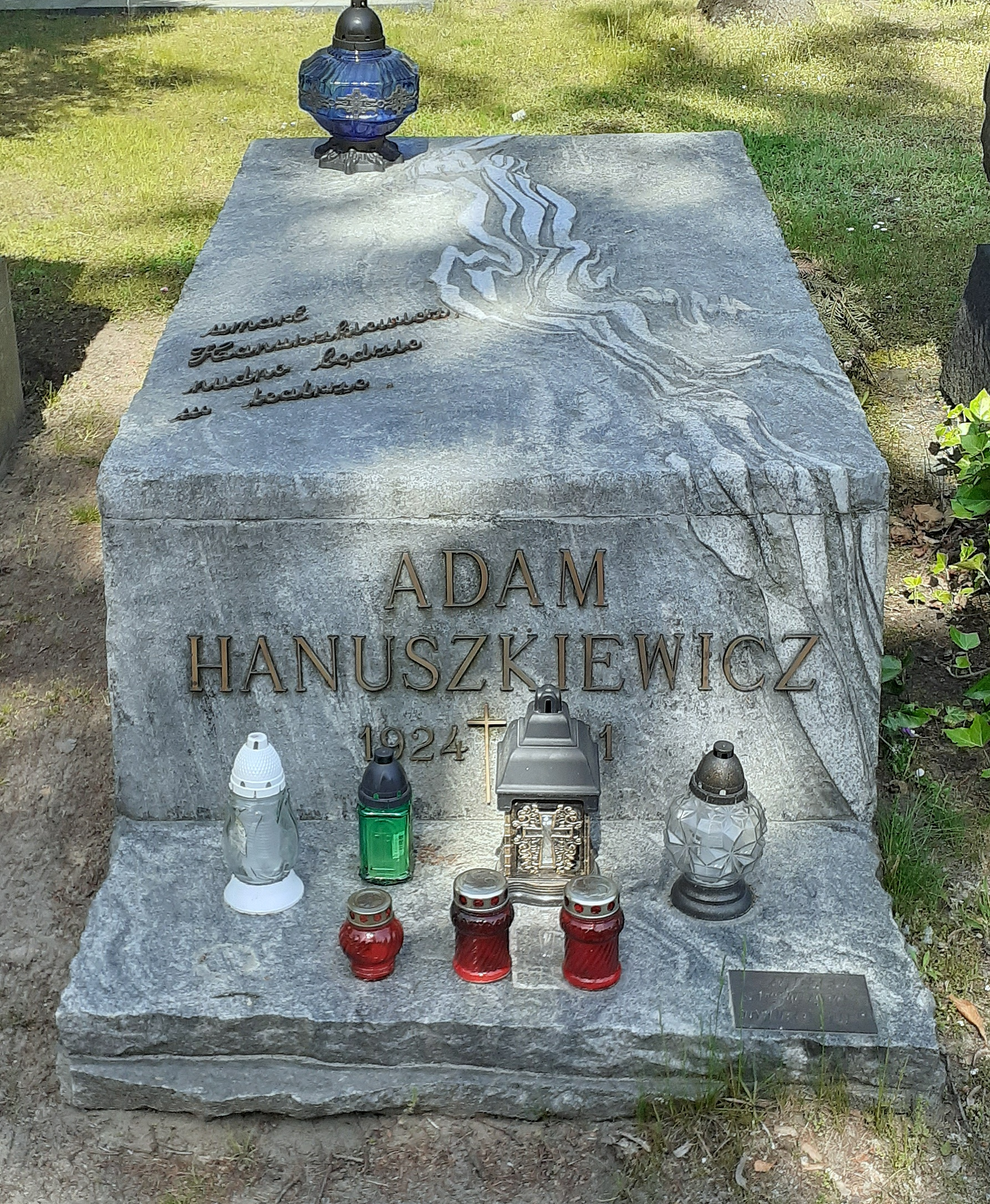
Grób Adama Hanuszkiewicza

Adam Stanisław Hanuszkiewicz (ur. 16 czerwca 1924 we Lwowie, zm. 4 grudnia 2011 w Warszawie) – polski aktor i reżyser teatralny. Wieloletni dyrektor artystyczny Teatru Powszechnego w Warszawie, Teatru Narodowego w Warszawie i Teatru Nowego w Warszawie.

## Życiorys

### Rodzina i edukacja
Urodził się 16 czerwca 1924 we Lwowie. Dzieciństwo i młodość spędził w rodzinnym mieście, gdzie jego rodzice prowadzili rodzinny sklep z przyprawami, kawą i herbatą. Zainteresował się teatrem za sprawą wuja, który był wiolonczelistą w Teatrze Wielkim we Lwowie i czasem zabierał Hanuszkiewicza na spektakle.
Przed wojną uczęszczał do III Państwowego Gimnazjum im. Króla Stefana Batorego we Lwowie. Okupację spędził we Lwowie. Nie ukończył żadnej szkoły aktorskiej. Egzamin zdał eksternistycznie w 1946 w Łodzi przed komisją złożoną z Leona Schillera, Edmunda Wiercińskiego, Jacka Woszczerowicza i Aleksandra Zelwerowicza.

### Początki pracy zawodowej
W lipcu 1944, pod Rzeszowem, gdzie wtedy mieszkał, wstąpił do zespołu teatralnego Wojska Polskiego założonego w 1943 w Sielcach nad Oką jako Teatr Żołnierza 1. Korpusu Polskich Sił Zbrojnych w ZSRR. W 1945 pracował w Teatrze im. Wandy Siemaszkowej w Rzeszowie, gdzie zadebiutował występem w roli bohaterskiego inżyniera w operetce Miłość na Marsie. Przez rok występował także w Teatrze Dolnośląskim w Jeleniej Górze, w którym zadebiutował rolą Wacława w Zemście Aleksandra Fredry w reżyserii Stefanii Domańskiej. W latach 1946–1949 występował w zespole Juliusza Osterwy w Miejskich Teatrach Dramatycznych w Krakowie, później do 1950 – w Teatrze Rozmaitości w Warszawie i do 1955 – w Teatrze Polskim w Poznaniu, gdzie w 1952 wyreżyserował swój pierwszy spektakl, Niespokojną starość Leonida Rachmanowa.

### Okres warszawski
Od 1955 pracował głównie w Warszawie. Był współtwórcą Teatru Telewizji, w którym w 1955 wyreżyserował swoją pierwszą sztukę telewizyjną (Złotego lisa Jerzego Andrzejewskiego), a w latach 1957–1963 pełnił funkcję naczelnego reżysera. W latach 1956–1968 pracował jako reżyser i dyrektor Teatru Powszechnego w Warszawie.
W 1968 został dyrektorem Teatru Narodowego po usunięciu ze stanowiska Kazimierza Dejmka, którego inscenizację Dziadów uznano za antyradziecką. Stworzył w Teatrze Narodowym wiele widowiskowych, oryginalnych i nowoczesnych inscenizacji, m.in. Balladynę w 1974 w nowoczesnych kostiumach i z wykorzystaniem motocykli marki Honda. Za swojej kadencji przygotował także premiery spektakli: Kordian, Hamlet, Norwid (1970), Beniowski, Trzy siostry (1971), Wacława dzieje, Antygona (1973), Miesiąc na wsi (1974), Mickiewicz – Młodość (1976), Mąż i żona, Fedra (1977) i Dziady część III (1978).
W 1970 po raz pierwszy od 1944 odwiedził rodzinny Lwów. Nawiązał kontakt z Polskim Teatrem Ludowym we Lwowie prowadzonym przez Zbigniewa Chrzanowskiego.
Na początku lat 80. stracił zaufanie władzy, ponieważ czasie stanu wojennego włączył się do bojkotu telewizji, realizowanego przez środowisko aktorskie. Z tego powodu został odwołany ze stanowiska dyrektora Teatru Narodowego w Warszawie, wcześniej wystawiając w 1983 swój pożegnalny spektakl – Śpiewnik domowy. Następnie reżyserował w warszawskich teatrach: Ateneum i Studio oraz w Łodzi i za granicą. W latach 1989–2007 był dyrektorem Teatru Nowego w Warszawie.
Zmarł 4 grudnia 2011 w warszawskim szpitalu przy ul. Stępińskiej. Pogrzeb Adama Hanuszkiewicza odbył się 8 grudnia 2011 na Cmentarzu Wojskowym na Powązkach w Warszawie (kwatera A2-aleja zasłużonych-9). Urnę z prochami artysty przysypano ziemią z lwowskiego Cmentarza Łyczakowskiego.

## Życie prywatne
Był czterokrotnie żonaty. Pierwszą żoną była Marta Stachiewiczówna, z którą miał córkę Teresę. Później kolejno żenił się z aktorkami: Zofią Rysiówną (z którą miał córkę Katarzynę i syna Piotra), Zofią Kucówną i Magdaleną Cwenówną.

## Wybrane realizacje teatralne

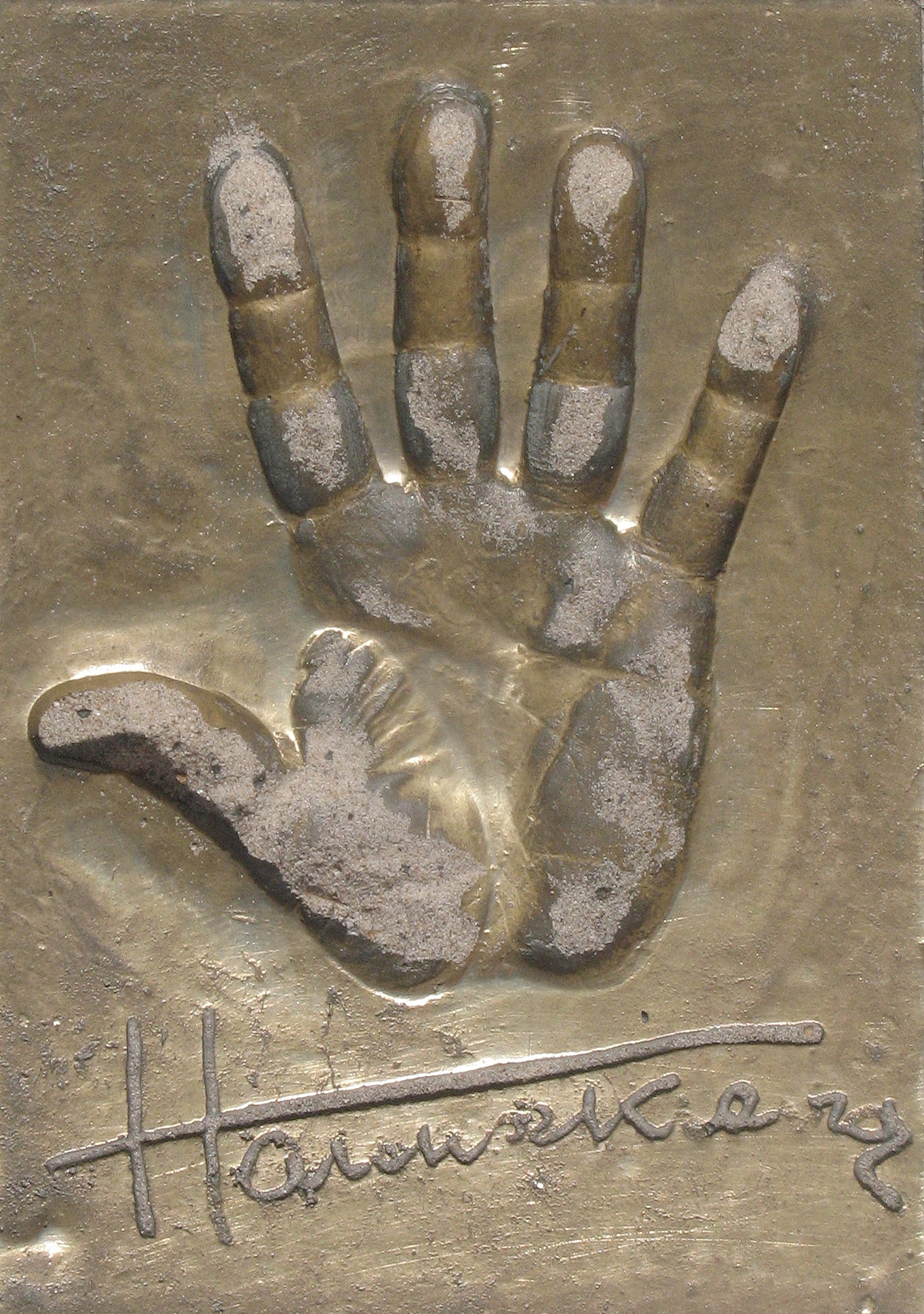
Odcisk dłoni A. Hanuszkiewicza w Alei Gwiazd w Międzyzdrojach

- 1963: Wesele Wyspiańskiego, Teatr Powszechny,
- 1964: Zbrodnia i kara Dostojewskiego, Teatr Powszechny,
- 1964: Przedwiośnie Żeromskiego, Teatr Powszechny,
- 1964: Kolumbowie. Rocznik 20 Bratnego, Teatr Powszechny,
- 1966: Wyzwolenie Wyspiańskiego, Teatr Powszechny,
- 1967: Pan Wokulski – adaptacja Lalki Prusa, Teatr Powszechny,
- 1967: Fantazy Juliusza Słowackiego, Teatr Powszechny,
- 1968: Śmierć Dantona Georga Büchnera, Teatr Powszechny,
- 1969: Nie-Boska komedia Krasińskiego, Teatr Narodowy,
- 1970: Kordian Słowackiego, spektakl Norwid według Cypriana Kamila Norwida, Teatr Powszechny,
- 1971: Beniowski Słowackiego, Teatr Narodowy,
- 1972: Proces Franza Kafki, Teatr Narodowy,
- 1973: Antygona Sofoklesa inauguruje otwarcie nowej sceny w Teatrze Małym,
- 1974: szereg spektakli klasyki polskiej (Wesele Wyspiańskiego, Balladyna w nowoczesnej inscenizacji, Sen srebrny Salomei i Samuel Zborowski Juliusza Słowackiego, Dziady część III i Pan Tadeusz Mickiewicza, komedie Aleksandra Fredry) i rosyjskiej (Czechow, Gogol, Turgieniew, Dostojewski).

## Książki
- Adam Hanuszkiewicz, Psy, hondy i drabina…, Warszawa: BGW, 1992, ISBN 978-83-7066-278-3, OCLC 27021383 (pol.). Brak numerów stron w książce
- Adam Hanuszkiewicz, Zbyt duża różnica płci..., Warszawa: Do, 2003, ISBN 83-85586-15-6, OCLC 56732807 (pol.). Brak numerów stron w książce
- Adam Hanuszkiewicz, Renata Dymna, Janusz B. Roszkowski, Kobieto! Boski diable, Warszawa: Prószyński i S-ka, 2012, ISBN 978-83-7839-137-1, OCLC 827937375 (pol.). Brak numerów stron w książce
- Adam Hanuszkiewicz, Renata Dymna, Wydawnictwo BoSz, Reszta jest monologiem: Adam Hanuszkiewicz w rozmowie z Renatą Dymną i Januszem B. Roszkowskim., 2016, ISBN 978-83-7576-264-8, OCLC 964064277 (pol.). Brak numerów stron w książce

## Ważniejsze nagrody i odznaczenia
- 1955: Medal 10-lecia Polski Ludowej
- 1957: Złoty Krzyż Zasługi
- 1962: Order Sztandaru Pracy II klasy, Nagroda II stopnia za inscenizację i reżyserię Płatonowa Antoniego Czechowa w Teatrze Dramatycznym w Warszawie na Festiwalu Sztuk Rosyjskich i Radzieckich w Katowicach
- 1963: Nagroda Komitetu ds. Polskiego Radia i TV za twórcze poszukiwania i osiągnięcia w zakresie reżyserii w Teatrze TV
- 1964: Nagroda za realizację Wesela Stanisława Wyspiańskiego w Teatrze Powszechnym w Warszawie i za rolę Poety w tym przedstawieniu na IV Kaliskich Spotkaniach Teatralnych, Nagroda państwowa zespołowa I stopnia, Nagroda I stopnia za inscenizację i reżyserię Zbrodni i kary Fiodora Dostojewskiego w Teatrze Powszechnym w Warszawie oraz nagroda za rolę Raskolnikowa w tym przedstawieniu na Festiwalu Sztuk Rosyjskich i Radzieckich w Katowicach, Nagroda Komitetu ds. Polskiego Radia i TV za twórczość radiową, za wysoce artystyczne lektorstwo radiowe, a w szczególności za odczytanie cyklu Popioły Stefana Żeromskiego, 22 lipca 1964 roku z okazji 20-lecia Polski Ludowej otrzymał zespołową nagrodę państwową I stopnia za twórczość artystyczną w teatrze telewizji[16].
- 1965: Nagroda Miasta Stołecznego Warszawy, Nagroda Klubu Krytyki Teatralnej im. Boya
- 1967: Złoty Ekran
- 1968: Złoty Ekran, Nagroda państwowa I stopnia za osiągnięcia aktorskie i reżyserskie, Nagroda Komitetu ds. Polskiego Radia i TV za wybitne, nowatorskie osiągnięcia w Teatrze TV
- 1969: Złoty Ekran
- 1971: Złoty Ekran za inscenizację Pana Tadeusza Adama Mickiewicza w Teatrze TV
- 1973: Medal Komisji Edukacji Narodowej, Nagroda za reżyserię Antygony Sofoklesa w Teatrze Narodowym w Warszawie na XIII Kaliskich Spotkaniach Teatralnych
- 1974: Order Sztandaru Pracy I klasy, Medal "Za zasługi w rozwoju współpracy kulturalnej między Polską a Związkiem Radzieckim" (przyznany przez ZG TPPR)[17], Złoty Ekran za inscenizację i reżyserię NORWIDA w Teatrze TV, Dyplom Ministerstwa Spraw Zagranicznych
- 1975: Odznaczenie Zasłużony dla Jeleniej Góry, Medal 30-lecia Polski Ludowej, Nagroda „Koryfeusza” za układ tekstu i reżyserię Beniowskiego Juliusza Słowackiego w Teatrze Narodowym na I Opolskich Konfrontacjach Teatralnych
- 1977: Odznaka honorowa „Za Zasługi dla Warszawy”
- 1978: Odznaka „Zasłużony Działacz Kultury”, Złoty Ekran, Nagroda za reżyserię Snu srebrnego Salomei Juliusza Słowackiego w Teatrze Narodowym na IV Opolskich Konfrontacjach Teatralnych
- 1979: Dyplom Ministerstwa Kultury ZSRR[18], Dyplom Ministra Spraw Zagranicznych
- 1983: Medal Moniuszkowski za wystawienie Śpiewnika domowego Stanisława Moniuszki w Teatrze Narodowym
- 1987: „Buława hetmańska” dla spektaklu Cyd Morsztyna-Corneille’a z Teatru Powszechnego w Łodzi na XII Zamojskim Lecie Teatralnym
- 1989: Odznaka tytułu honorowego „Zasłużony dla Kultury Narodowej”, Srebrna Łódka dla spektaklu Wesele Figara Wolfganga Amadeusa Mozarta z Teatru Wielkiego w Łodzi
- 1996: Krzyż Komandorski Orderu Odrodzenia Polski[19]
- 1997: Nagroda za artystyczny wkład do kultury europejskiej na I Festiwalu Teatralnym im. Michaiła Tumaniszwili w Tbilisi, Tytuł Honorowego Obywatela Miasta Jelenia Góra
- 2001: Krzyż Wielki Orderu Zasługi RFN, Doktorat honoris causa Uniwersytetu Opolskiego[20], zwycięstwo w plebiscycie publiczności na najlepszą rolę męską w spektaklu W imię Ojca Strindberga według Augusta Strindberga z Teatru Nowego w Warszawie oraz na najlepszy spektakl na XL Rzeszowskich Spotkaniach Teatralnych
- 2002: Krzyż Komandorski z Gwiazdą Orderu Odrodzenia Polski[21]
- 2005: Złoty Medal „Zasłużony Kulturze Gloria Artis”[22]
- 2005: Honorowe Obywatelstwo województwa opolskiego[23]
- 2006: Krzyż Komandorski Orderu „Za Zasługi dla Litwy”[24]